# Décès en 1016
Décès
- 1012
- 1013
- 1014
- 1015
- 1016
- 1017
- 1018
- 1019
- 1020

Cette page dresse une liste de personnalités mortes au cours de l'année 1016 :
- 29 janvier : Brunon de Roucy, comte de Roucy, de Reims et d'Albérade de Lotharingie.
- 23 avril : Æthelred le Malavisé, roi d'Angleterre
- 22 mai : Jovan Vladimir, souverain serbe de la Dioclée, saint et un martyr, fêté le 22 mai.
- 1er juillet : Sulayman ben al-Hakam, calife omeyyade de Cordoue.
- 18 octobre (bataille d'Assandun) : 
  - Ælfric, ealdorman du Hampshire.
  - Eadnoth le Jeune, évêque de Dorchester.
  - Godwin, ealdorman du Lindsey.
  - Ulfcytel, thegn d'Est-Anglie.
  - Wulfsige, abbé de Ramsey.
- 30 novembre : Edmond Côte-de-Fer, roi d'Angleterre.

- Albert II de Vermandois, comte de Vermandois.
- Badis ben Mansur, troisième émir ziride régnant en Ifriqiya.
- Brisque de Gascogne, comtesse de Poitou et duchesse d'Aquitaine.
- Gerberge de Bourgogne, fille de Conrad III de Bourgogne.
- Henri II le Bon, fondateur de l'abbaye de Harsefeld, fils de Henri Ier le Chauve, comte de Stade.
- Humbert Ier de Beaujeu, seigneur de Beaujeu.
- Basile Mesardonites (en), catépanat d'Italie.
- Minamoto no Tsunenobu, poète et courtisan kuge japonais de la seconde moitié de l'époque de Heian.
- Murasaki Shikibu (v. 978-v. 1016), femme de lettres japonaise[1].
- Otton de Looz, premier comte de Looz.
- Renaud de Vendôme, évêque de Paris et comte de Vendôme.
- Siméon de Padolirone, moine de l'Ordre de Saint-Benoît.
- Sulayman ben al-Hakam, 5e calife de Cordoue.
- Théodard, évêque du Puy.
- Uchtred le Hardi, comte de Northumbrie (assassiné).
- Walstan, saint patron des fermiers.
- Wulfgar d'Abingdon (en), abbé d'Abingdon.

## Crédit d'auteurs
- Cet article est partiellement ou en totalité issu de l'article intitulé « 1016 » (voir la liste des auteurs).